# Bart Michiels
Bart Michiels (30 d'octubre de 1986), és un jugador d'escacs belga que té el títol de Gran Mestre des de 2014. És enginyer civil en física aplicada.
A la llista d'Elo de la FIDE del gener de 2022, hi tenia un Elo de 2563 punts, cosa que en feia el jugador número 2 (en actiu) de Bèlgica. El seu màxim Elo va ser de 2572 punts, a la llista del gener de 2020.

## Resultats destacats en competició
Va començar a juga als escacs de la mà del seu pare quan tenia cinc anys. El 2004 amb disset anys fou el campió de Bèlgica més jove del país. El 2009 obtingué la primera norma de GM i el 2010 la segona. El juliol de 2011 tornà a ser campió de Bèlgica absolut. El 2014 en un torneig a Varsòvia va fer 5½ punts de 8 i aconseguí obtenir la tercera i definitiva norma de GM, essent el segon jugador nascut a Bèlgica en aconseguir-ho després de Luc Winants. El 2015 empatà pel primer lloc a l'Obert Eastman jugat a Bèlgica.